# Plagiochila vernicosa
Plagiochila vernicosa là một loài rêu trong họ Plagiochilaceae. Loài này được Inoue & Grolle mô tả khoa học đầu tiên năm 1970.
Danh pháp khoa học của loài này chưa được làm sáng tỏ. 